# Ekonomické fórum v Krynici
Ekonomické fórum v Krynici je každoroční mezinárodní setkání zástupců ekonomických a politických kruhů regionu střední a východní Evropy, konající se v Krynici-Zdrój od roku 1992, v první polovině září. Tvůrcem události je Zygmunt Berdychowski, a pořadatelem nadace Institut východních studií.
Ekonomické fórum v Krynici se vyvinulo z malé konference, na niž v roce 1992 přijelo asi 100 účastníků – hlavně z Polska. V současné době je považováno za největší a nejznámější setkání zástupců světa politiky a byznysu ve střední a východní Evropě.
Podle organizátorů, mise Ekonomického fóra spočívá ve vytváření příznivého klimatu pro rozvoj politické a ekonomické spolupráce v Evropě. V Krynici jsou vydávána důležitá prohlášení na téma ekonomické politiky, zatímco názory účastníků jsou citovány ve světových mediích a projednávány v expertním prostředí.

## Hosté
Fórum pravidelně navštěvují prezidenti, premiéři, ministři, evropští komisaři, poslanci, předsedové největších podniků, experti, zástupci samospráv, světa kultury a také novináři. 26. ročníku Ekonomického fóra v roce 2016 se zúčastnilo více než 3000 hostů z 60 zemí – čelných představitelů politického, ekonomického a společenského života z Evropy, Asie a Spojených států.[8]
Zatím se Fóra zúčastnili mj.:
Valdas Adamkus, José María Aznar, Gordon Bajnai, José Manuel Barroso, Marek Belka, Elmar Brok, Jerzy Buzek, Emil Constantinescu, Massimo D’Alema, Norman Davis, Valdis Dombrovskis, Roland Dumas, Andrzej Duda, Mikuláš Dzurinda, Robert Fico, Vlad Filat, Kolinda Grabarová Kitarovičová, Alfred Gusenbauer, Dalia Grybauskaitė, Rebecca Harms, Danuta Hübner, Toomas Hendrik Ilves, Ďorge Ivanov, Arsenij Jaceňuk, Viktor Janukovyč, Viktor Juščenko, Jarosław Kaczyński, Ewa Kopacz, Aleksander Kwaśniewski, Bronisław Komorowski, Gediminas Kirkilas, Horst Kohler, Milan Kučan, Vytautas Landsbergis, Thomas de Maizière, Stjepan Mesić, Mario Monti, Leszek Miller, Giorgio Napolitano, Viktor Orbán, Andris Piebalgs, Andreas Kaplan, Petro Porošenko, Viviane Reding, Michail Saakašvili, Jorge Sampaio, László Sólyom, Beata Szydło, Boris Tadić, Donald Tusk, Vaira Vīķe-Freiberga, Lech Wałęsa, José Luis Zapatero 

### Češi na Ekonomickém fóru
Krynické konference se zúčastnily také významné osobnosti z České republiky, např.:
Jakub Dürr, Petr Dvořák, Martin Ehl, Jan Fischer, Štefan Füle, Jiří Gruša, Jan Hamáček, Václav Havel, Jan Mládek, Luboš Palata, Karel Schwarzenberg, Bohuslav Sobotka, Cyril Svoboda, Vladimír Špidla, Jaromír Štětina, Mirek Topolánek, Lubomír Zaorálek. 

### Setkání předsedů vlád zemí V4
26. ekonomické fórum v Krynici v září 2016 se stalo příležitostí k setkání premiérů států Visegrádské skupiny: polské premiérky Beaty Szydło, českého premiéra Bohuslava Sobotky, slovenského premiéra Roberta Fica, maďarského premiéra Viktora Orbána, a také ukrajinského premiéra Volodymyra Hrojsmana. Během diskuse „Střední a východní Evropa – mluvíme jedním hlasem?“ předsedové vlád hovořili o potenciálu zemí V4, kooperaci v rámci Visegrádské skupiny a o budoucnosti Evropské unie. Prodiskutovali rovněž otázky spolupráce s Ukrajinou a jejího připojení do EU.  

### Debaty
Během Fóra se koná přes 150 debat, skládajících se z tematických bloků, které zahrnují klíčové oblasti ekonomiky, mj.:
- Byznys a management
- Makroekonomie
- Nová ekonomika
- Inovace
- Energetika
- Stát a reformy
- Ochrana zdraví

### Média
Na Fóru se podílejí zástupci médií z celého světa, relace z debat se objevují v mezinárodních tiskových agenturách, například: Bloomberg, AFP, Reuters nebo TASS a také v nejčtenějších denících, mj. The Wall Street Journal, Die Welt, Kommersant, Financial Times, Le Figaro či Euronews.